# ザ・刑事
『ザ・刑事』（ザ・けいじ）は、1990年4月15日から9月30日まで、テレビ朝日系列で毎週日曜20:00 - 20:54 (JST) に全23話が放送された、東宝制作のテレビドラマ。
六本木を管轄とする架空の警察署・六本木警察署の刑事課捜査一係を舞台とした刑事ドラマで、主人公である矢島を中心とする刑事たちの活躍を描く。

## 主な登場人物

### 六本木署

#### 刑事課捜査一係
矢島 慎吾：水谷豊
階級は警部補。刑事になって10年目である。15年前は東都信用金庫城西支店に勤務していたが、強盗殺人事件に巻き込まれた事がきっかけで、警官になった。交番勤務、城北署を経て、現在の勤務へ。周囲の評価は「実は最も信頼している刑事であるが、同様に腹の立つ刑事でもある」。いつも単独で強引な捜査をするも、自分なりに引っかかる部分を自らのクビを賭けて捜査する。事件解決への実績があるために周囲は誰も責めることはできない。しかし、一方では地域住民に慕われる人情派の一面を見せる彼の姿勢に、尊敬や慕う同僚もいる。さらに「事件解決をしたら、終わり」というタイプではなく、「たとえ、刑事としての正当な行為であっても、自分のやった責任を取るような」タイプで、射殺した犯人の娘を自分の養子として引き取ろうとする一面も。出世志向ではなく、本庁の広域捜査専従班への推薦話を断った事もあるほど。口癖は「〜する事を希望します」、「あれあれ…」、「おやおや…」。サングラスとメガネを用途により使い分ける。銃を構える(撃つ)場面も多いが、基本的には銃を撃ちたくない。署長に呼び出されるも、神棚に署長の視点を向けさせたりして逃げるのが上手い。行きつけのスナックでは、ハーモニカを演奏する一面も。さらに、行きつけのスナックでは通常は水割りを飲むが、犯人の目星などが付いた時にはビールを飲むのが癖。血液型はAB型RHプラス。「麻布ハイム」というアパートに住む。使用拳銃であるスタームルガー・セキュリティシックスを普段はズボンの背中側ベルト越しに挿しているが、ショルダーホルスターを使用する事も。専用の覆面パトカーとして三菱・エクリプスのGSを使用。
田中 秀行：片岡鶴太郎
階級は巡査部長。呼称は「ヒデ」。進路について迷っていたが、親友の助言で警官になった。事件に関するものは何でも調べるタイプ。進んで自ら貧乏くじを引いてしまう事がある。矢島とは捜査のやり方で対立し、時には互いに「〜野郎」と言い合って喧嘩におよぶこともある。対立する理由としては、矢島に対するひがみも存在するのではと同僚刑事からは評されている。一方で常に対立している訳でもなく、行きつけのスナック「らさんぶれ」では、矢島がハーモニカの演奏に興じる際に、田中はマラカスを振って息の合ったところも見せている。自身のキャラクターらしからぬコルト・ガバメントMK-4シリーズを、ショルダーホルスターに収めているが、作中で発砲したのは全話を通してもわずかに2発のみである。公費で中国語を学んでいたことがある。家族は年の離れた姉がいる。学歴は高卒。「らさんぶれ」にツケ(32,800円)がある。
藤田 薫：榊原郁恵
薬学部の学歴を持つ。家族は、テレビドラマのカメラマンの夫・こう一と5歳の息子・こう太がいる(第12話)。そのため、捜査に母親としての一面を見せることも。
坂上 圭介：江口洋介（第1話 - 第10話）
事件に対して、やや冷めた見方をすることがあるが、小さい頃、両親の死により親戚をたらいまわしにされ、じゃま者扱いされた過去が影響している。さらに、銃を携帯する際に弾を一発しか装てんしないのは、自分の射撃により人を傷付ける事を最大限避けるためである。喫煙家で、サングラスをかけることがある。矢島が身元引受人となっている少女・あかねと仲が良い。津村に代わり、「矢島二世」と篠丸に表現された事も。長髪であり、寿には切れと言われている。第10話で、矢島を逆恨みした犯人に撃たれ、殉職。
中西 剛：小西博之(第11話 - 第23話)
階級は巡査部長。呼称は「ニシ」。坂上の後任として、新宿中央署から六本木署に転任してきた。転任理由は違法販売で逮捕した暴力団相手に大立ち回りをしたのが原因。そういう経緯もあってか、暴力団関係には詳しい。口ひげと派手なシャツ(赤、緑、黄)を着ているのが特徴。喫煙家である。図々しいが、なぜか憎めない性格。家族は、妻の理沙(蜷川有紀)がいるが、離婚の危機になった事がある。矢島に殴られた事がある。
津村 純：中村繁之
呼称は「ぼうや」。中西は「つんちゃん」と呼ぶ。矢島を尊敬していて、当初は「矢島二世」と呼ばれた事も。銃を撃ちたくて刑事になったらしく、射撃の腕は坂上より上で、第7話ではライフルで射殺命令を任された事も。榎本に片思いである。学歴は高卒である。
土居 拓矢：吉村明宏
父親は警察幹部(警視監?)らしい。矢島と違って、組織に従順ではあるが、組織の力も利用するタイプ。几帳面な性格である。
篠丸 健次郎：小林克也
係長。生まれも育ちも六本木、それだけに犯罪の多くなる街を信じられないでいる部分も。英語を話すのが上手いためか、英語をすぐ使うクセがあるらしく、寿に注意されている。さらに、寿からは「頼りない」と言われている(第1話)。

#### その他
丹内 浩太郎：鶴見辰吾
六本木署の刑事課鑑識係に所属する。似顔絵が得意。
榎本 直子：中村あずさ
六本木署の少年課に所属する。生年月日は昭和43年9月5日。小うるさい性格だが、意外にも義理堅く、気の強い一面を持つため、捜査一係の捜査によく駆り出されておとり捜査に起用される事があるも、それを楽しんでいる部分が彼女にあると周囲には思われている。津村が片思いである。ディスコが好きで、「ディスコ・クイーン」になった事がある。
横谷雄二
水島新太郎
寿 礼次郎：丹波哲郎
六本木署の署長。原則制服勤務の役職にもかかわらず私服で居ることが多い。矢島に対して甘い部分があると、自分でも反省している。しかし、署長命令として、矢島を動かす事もある(第23話)。家族は妻を亡くし、娘の真理子(小高恵美)がいる。

### 刑事たちの周辺人物
あかね：中野美穂
第2話で登場する島田の孫娘(島田の娘の子供)。早くに母を亡くし、父親を探していた祖父を亡くし、そして、父を亡くした彼女を矢島が将来的に引き取る形に。数話にわたって登場する。
スナック「らさんぶれ」のママ：松井紀美江
矢島、田中が立ち寄るスナックのママ。店名「らさんぶれ」の由来は、フランス語で「集会」、「人が集まる」の意味を持つことから。六本木の情報に詳しく、時には矢島の情報提供者となる事も。
島夏子
森松條次

## 放送日程
毎回の冒頭には、事件発生の指令を流す警察無線音声をバックに現場に急行する刑事たちのシーン(「緊急〜、緊急連絡〜、至急〜」など)が挟まれることが多く、無線指令というよりは台詞がかったナレーション的な傾向があった。
| 放送回 | サブタイトル                           | 放送日  | 脚本              | 監督       | 備考                                                                 |
| --- | -------------------------------------- | ------- | ----------------- | ---------- | -------------------------------------------------------------------- |
| 01 | 新曲を盗んだ女、爆走!噂のふたり        | 4月15日 | 小川英 北川哲史   | 土屋統吾郎 | ファミリー劇場での再放送時には第2話として放送。                      |
| 爆破予告事件とそれに関係している殺人事件の捜査をしていくうちに、矢島らは事件関係者の一人・瀬川にある疑惑を持つ。 |                                        |         |                   |            |                                                                      |
| 02 | 謎の共犯者・走れB級デカ!               | 4月22日 | 小川英 蔵元三四郎 | 日高武治   | ファミリー劇場での再放送時には第1話として放送。                      |
| 射殺事件を捜査していくうちに、別件の父親探しと関連が浮かび上がる…。 |                                        |         |                   |            |                                                                      |
| 03 | 覗かれた美人モデルを追え!              | 4月29日 | 小川英 中野顕彰   | 土屋統吾郎 |                                                                      |
| 上京した男の自殺騒ぎがきっかけで、結婚詐欺事件の捜査に乗り出す刑事課。それは、一組の男女の恋物語の始まりだった…。 |                                        |         |                   |            |                                                                      |
| 04 | 殺人予告に脅える悪徳警官               | 5月06日 | 小川英 若月ユウ陽 | 土屋統吾郎 |                                                                      |
| 矢島の交番勤務時代の先輩警官・脇田が凶悪事件の捜査の最中に、職場放棄をしていた疑惑が浮上。あくまで、脇田を信じる矢島が調べた結果、脅迫されている脇田の姿があった…。 |                                        |         |                   |            |                                                                      |
| 05 | 熱き友情!南米から来た謎の男!           | 5月13日 | 小川英 前田治行   | 日高武治   |                                                                      |
| 自販機荒らしをしていた少年を検挙した矢島＆坂上刑事。しかし、言葉が通じる様子はなく、取調べは難航。そこへ、殺し屋の犯行による乱射事件が発生。少年が被害者の関係者と判明するも、少年はさらに心を閉ざしてしまう…。                                                                  |                                        |         |                   |            |                                                                      |
| 06 | 妖しい宝石!にせ刑事の大活躍            | 5月20日 | 小川英 中野顕彰   | 日高武治   |                                                                      |
| 田中刑事に感謝の手紙が六本木署に届くも、田中自身に心あたりはない。どうやら、ニセ者が出現しているとの様子。さらに彼がスリ事件に関係してしまったために、刑事課としてはニセ者を探すことに…。                                                                                        |                                        |         |                   |            |                                                                      |
| 07 | 密室の殺意・罠におちた母子!            | 5月27日 | 小川英 蔵元三四郎 | 土屋統吾郎 |                                                                      |
| ライフルの盗難事件を追っていた矢島らは、所在不明である被害者の息子・甫が関与していると見て捜査する。すると、甫が事件を次々と引き起こしてしまう…。 |                                        |         |                   |            |                                                                      |
| 08 | ロス疑惑!ディスコに消えた美少女        | 6月03日 | 小川英 杉昌英     | 土屋統吾郎 |                                                                      |
| 銃声の通報により、現場に出動した田中＆津村刑事。しかし、犯人どころか、被害者までもが逃走してしまう。翌日、ロス市警からの捜査協力要請による手配書を見て、田中は驚いた。手配されている男・村木は、被害者の男だった…。                                                              |                                        |         |                   |            |                                                                      |
| 09 | 花の房総半島、消えた囮の女             | 6月10日 | 長野洋            | 日高武治   |                                                                      |
| ディスコで傷害事件が発生。田中＆坂上刑事は、逃走した犯人・桑野の立ち寄り先である千葉・小湊へと向かう…。 |                                        |         |                   |            |                                                                      |
| 10 | 殉職!少女の愛に散った刑事              | 6月17日 | 小川英 若月ユウ陽 | 日高武治   | 坂上刑事殉職編のため、エンドロールの映像は坂上の名場面によって構成。 |
| 署長の命により矢島は、消息を絶ったハンターの捜索へ山梨へ向かう。そんな折、あかねが何者かに誘拐された。あかねと仲のいい坂上を含め捜査陣は救出に向け、捜査へ動く…。 |                                        |         |                   |            |                                                                      |
| 11 | 新刑事登場!時効を待つ女                | 6月24日 | 小川英 南賀明子   | 川島義和   |                                                                      |
| 矢島らはメンズエステ篭城事件を解決したが、その事件の夕刊記事の掲載写真にて、事件現場で矢島を見つめていた一人の男が写っていた。その男の顔に矢島は心当たりがあった。かつて自分が巻き込まれた強盗事件の犯人だった。指名手配中だったが、当該事件はまもなく時効を迎えようとしていた。 |                                        |         |                   |            |                                                                      |
| 12 | ビデオカメラが覗いた完全犯罪           | 7月01日 | 石川孝人          | 川島義和   |                                                                      |
| 誘拐事件の捜査をしていた矢島らは、周辺を捜査していくうちに、被害者家族の秘密に疑いを持っていく…。 |                                        |         |                   |            |                                                                      |
| 13 | 裏切られた純情、望遠鏡の中の女!        | 7月08日 | 小川英 中野顕彰   | 鈴木一平   |                                                                      |
| 若い女性の変死事件を捜査する矢島らは、通報者である学生に、捜査の関心をよせる。 |                                        |         |                   |            |                                                                      |
| 14 | 孤独な女、殺意の伝言ダイヤル           | 7月15日 | 小川英 井川公彦   | 鈴木一平   |                                                                      |
| 若い女性の刺殺事件を捜査していた矢島は、現場を見ていた不審な男を追跡するも、逆に襲われてしまう。一方、田中は被害者女性の手帳に書いてある暗号めいた数字を発見し、その線から捜査する事に…。                                                                                        |                                        |         |                   |            |                                                                      |
| 15 | 避暑地の殺人予告、間違えられた花嫁     | 7月22日 | 長野洋            | 土屋統吾郎 |                                                                      |
| 現金強奪事件の犯人を逮捕した津村＆中西。しかし、犯人が近くに捨てたと思われる銃が発見できない。一方、友人の結婚式に出席するため軽井沢を訪れた榎本は、何者かに狙撃される…。 |                                        |         |                   |            |                                                                      |
| 16 | 純愛!万引きをした刑事の妻              | 8月12日 | 石川孝人          | 土屋統吾郎 |                                                                      |
| 中西の妻がブティックで万引きをしてしまう。彼女の心の闇に、宝石強盗の魔の罠が迫る…。 |                                        |         |                   |            |                                                                      |
| 17 | 変身願望!シンデレラが目撃者            | 8月19日 | 田上雄            | 川島義和   |                                                                      |
| 傷害事件の現場を目撃するも、その場を逃走した1組の男女。医者志望のお坊ちゃまと、お嬢様だと互いに言うが、そんな2人は実は…。 |                                        |         |                   |            |                                                                      |
| 18 | 白い肌の誘惑、男を手玉にとった美人社長 | 8月26日 | 小川英 蔵元三四郎 | 土屋統吾郎 |                                                                      |
| 会社社長の女性の変死事件を捜査していた田中は、自分の親友である小谷が捜査線上に挙がり、彼の無実を信じて捜査する…。 |                                        |         |                   |            |                                                                      |
| 19 | 覗かれた危険な密会                     | 9月02日 | 小川英 南賀明子   | 土屋統吾郎 |                                                                      |
| 矢島は、逮捕時に負傷して危篤状態になっている強盗犯人からある事を告白される。それは、かつて自分が起こした強盗殺人事件にて、無関係の仲間に罪をかぶせて刑務所送りにしたことだった。矢島は、冤罪で収監されている男を救うべく捜査を始める…。                                          |                                        |         |                   |            |                                                                      |
| 20 | 行きずりの恋、美人婦警が共犯者?        | 9月09日 | 小川英 中野顕彰   | 日高武治   |                                                                      |
| ディスコオーナーの殺人事件に、直子の男友達が巻きこまれる。故郷の母の死に目に会いたいという彼の無実を信じ、直子は彼をかくまい、ともに逃げまわる。 |                                        |         |                   |            |                                                                      |
| 21 | 襲われた別居!不倫の果ての殺意          | 9月16日 | 石川孝            | 日高武治   |                                                                      |
| 絞殺事件の現場をたまたま目撃した少年・明。しかし、その事を矢島ら刑事になぜか話そうとしない。藤田が母親の視点から明の証言を引き出そうとする…。 |                                        |         |                   |            |                                                                      |
| 22 | 目撃者は女の幽霊!                      | 9月23日 | 小川英 蔵元三四郎 | 川島義和   |                                                                      |
| 墓地で地上げ屋が殺害された。目撃者は、墓地に幽霊が出たと証言した。幽霊のモンタージュは実在する人間と判明する。今回の事件には、六本木の町の歴史の光と影が映っていた…。 |                                        |         |                   |            |                                                                      |
| 23 | 捜査秘話!署長の娘が殺人犯!?            | 9月30日 | 小川英 杉昌英     | 川島義和   |                                                                      |
| 矢島は署長より管轄外の仕事を依頼され、同僚に内緒で捜査を始める。家出中の娘が麻薬事件に巻き込まれていた。対立する父親の手先だと矢島を避ける娘だったが、組織の魔の手が迫る。 |                                        |         |                   |            |                                                                      |

## 主なゲスト登場人物
- 第1話
  - 瀬川明夫(清水章吾)…プレイボーイの作曲家として有名。事件との何らかの関わりを隠す。
  - 米沢文夫(土家歩)…盗難事件のあった撮影所でバイトしていた学生。クラブでピアノを弾いている。瀬川との関わり、一連の事件への関与があると思われる。
  - 石井(山西道広)
- 第2話
  - 芳賀(西山浩司)…バー「ライオン」のバーテン。父親探しから始まった今回の事件との関連があると思われる。
  - 美絵(畑中葉子)…バー「ライオン」のオーナー。
  - 井野(長倉大介)…矢島が別件で捜査していた男。本件との関わりがあると見られる。
  - 島田(黒木佐甫良)…孫娘・あかねの父親探しをしに山形から上京。アパート暮らし。しかし、事件に巻き込まれ、亡くなってしまう。
- 第3話
  - 栗田博一(光石研)…自殺騒ぎを起こすも、矢島＆田中刑事に止められる。その理由は、見知らぬ女に結婚詐欺に遭い、300万を失った事による。しかし、加害者女性・今日子の本当の姿を見たことで、彼女に同情し…。東北方面で農業をしている。
  - 立花今日子(生田智子)…詐欺事件の加害者女性。しかし、彼女も組織に利用されているだけだった。栗田と出会った事で、自分を変えるきっかけへと発展…。
  - 小森敏也(保積ぺぺ)…栗田と同郷の友人。悦子にだまされるも、本人は信じない。
  - 黒板悦子(沢田和美)…立倉興業専務・黒板の妻。結婚詐欺グループの一員でもある。別名「ルミ」。
  - 黒板大樹(辰馬伸)…立倉興業専務。悦子の夫。立倉興業というのは、六本木を本拠とする多角的企業とされているが、実質は広域暴力団とつながりの企業であると六本木署では情報をつかんでいる。
- 第4話
  - 脇田剛巡査(小林昭二)…六本木署六本木8丁目派出所勤務のベテラン警官。昭和6年7月25日(劇中の資料による)生まれの59歳。10年前、刑事になる直前の矢島とコンビを組んでいた。普段は手抜きをする人間ではないのだが、定年退職が近付いた1か月前から様子がおかしくなる。その理由は、矢島とコンビを解消した後の手柄が関係している…。
  - 速水譲二(三ツ木清隆)…脇田が10年前に手柄となった事件の容疑者。懲役15年の判決が出るも、服役態度良好のため、10年で仮出所する。逮捕した脇田を恨んでいる様子。
  - 速水ヒロミ(余貴美子)…譲二の妻。10年前の事件時には、現場であるスナック「ヒロミ」のママだったが、今はスナック「ジョージ」のママである。事件後1年して分かれるも、今の店の名義は譲二である事から、関係は続いている…。
  - 片岡(片桐竜次)…午来組の幹部。10年前の事件で死んだ被害者は彼の兄貴分である。さらに、10年前の事件についても、何か事情を知っていると見られる。
- 第5話
  - 半田ゆうじ(工藤正貴)…君江の弟。母が残留孤児で、その2世。10年前に母の指示に従い、日本に来るも、なじめない。母を1年前に亡くした今は姉と暮らすも、5年前に母と喧嘩して、家を飛び出した兄を慕い、兄の住まいに入り浸りとなる。事件で死んだ兄を思い、犯人に対し復讐を企てようとする。昔、差別の経験があることから、日本人に嫌悪感を示す一面も。
  - 半田君江(二階堂千寿)…ゆうじの姉。母が残留孤児で、その2世。弟と違い、日本に溶け込んでいる感がある。
  - 王(本郷直樹)…南米から来たアジア系の殺し屋。殺人未遂の前科があるも、その他の事件は容疑が挙がるも、逮捕に至らず。
  - 遠山(鹿内孝)…殺し屋・王と関係のある遠山興業社長。エンドロールのクレジット上は「藤尾」だが、劇中、矢島はこう呼んでいる。
- 第6話
  - 西沢武(井上純一)…25歳。田中刑事を名乗る男（警察手帳や名刺を偽造していたわけでなくあくまで「六本木署の田中」と名乗るだけ）。面白半分でやっていたところ、だんだんエスカレートしていく。実は、車の窃盗の前科があり、残りわずかだが、執行猶予中の身である。
  - 徳住(御木本伸介)…徳住宝石店の社長。部下が30億のネックレスを盗まれたという。以前、宝石の押し売りで内偵中も、証拠不十分で検挙に至らず。
  - 久美子(吉野真弓)…学生。スナック「かもめ」にバイトで働いている。たちの悪いキャッチセールスに引っかかりそうになったところを、ニセ田中こと西沢に助けられる。しかし、西沢の正体を知らない。
- 第7話
  - 黒川甫(若松達也)…大学生。青山のマンションに一人で住む。事件の犯人と思われる人物。銃に興味を持ち、勝手に持ち出すも、自分の思うほど物事は上手く行かず、事件をエスカレートさせていく。
  - 黒川澄江(入江若葉)…甫の母。物を買い与えておけば、子供が幸せになると思っている。そのため、今回の息子の行動に悩んでいる。
  - 飯岡(常泉忠通)…黒川家のなじみの店である、飯岡銃砲店の店主。
- 第8話
  - 村木二郎(丹波義隆)…ロス市警から手配されている男。職業は宝石加工職人。追われているも、なぜか撃たれたい意識があるが、それには。
  - ジミー片山(デリック・ホームズ)…ロス市警のアジア特別捜査隊の捜査官。日系三世だがアフリカ系の血も引くため外見上はアフリカ系。手配中の事件の亡くなった被害者は弟であり、犯人と思われる村木の逮捕に必死である。当初は田中と、途中から矢島とコンビを組み、村木を追い詰めるも、何者かに撃たれ、殉職。
  - 村木由美子(柳沢麻理)…二郎の妹。六本木のディスコに勤めている。アパート住まい。実は腎不全を患っており、人工透析を10年も続けている。治るには、腎臓移植が必要とされるも、提供者が少ないために難航している様子。
  - 後藤昭二(井上高志)…表向きは、雑貨を扱う輸入会社の社長だが、裏は…。
- 第9話
  - 桑野たけし(吉田友紀)…21歳、世田谷で自動車修理工をしている。傷害事件の容疑者として逃走中。元・暴走族のリーダーで、2年前の接触事故で、仲間を死なせている。その事に責任を感じている。今回の事件は、その事が背景にある様子。
  - 塚原智子(川津花)…故郷である千葉の魚市場で働く。以前は東京に住んでいたのだが、2年前に桑野が起こした事故で弟を失った事などにより、千葉へ戻る。桑野を恨んでいるらしいが、真意は不明。両親を早くに亡くしている。
  - 伊藤刑事(竹田高利)…千葉・小湊署刑事。六本木署の捜査協力要請を受け、桑野の逮捕に関わる。しかし、所轄署の事件ではないため、やや距離を置いた一面も。
- 第10話
  - 岸田義雄（南条弘二）…7年前のサラ金強盗にて矢島に逮捕された。その強盗の現場にて、弟の和也が矢島の発砲により足を撃たれてしまった。怒りに燃えた喜雄は出所後、矢島への復讐のため、あかねを誘拐するなどの事件を起こす。
  - 岸田和也（佐久間哲）…岸田喜雄の弟。工事現場の警備員。サッカー選手を志していて、喜雄にとって自慢の弟だった。しかし、7年前のサラ金強盗の現場にて、兄を説得しようとした際に矢島の発砲で足を撃たれてしまい、サッカー選手への夢を絶たれてしまう。
- 第11話
  - 関谷雄作（中西良太）…15年前、東都信用金庫城西支店にて銀行強盗を実行。犯行当時24歳で、現在39歳。身長168センチ位(手配書による)。仲間割れにて共犯2人が死亡するも、逃亡を続け、時効まで残りわずかになっていた。
  - 太田光代（加賀千景）…関谷の同棲相手。23歳。スナックの従業員。関谷とは年齢が16歳も離れているも、気にしていない様子。
  - 上岡(宮城健太郎)…城西署刑事。以前は六本木署勤務だったが、同期である矢島にライバル意識をしていて、トラブルなどを起こし、署長が見かねて今の署へ転勤させた。矢島らの動きを察知し、同僚の相田とともに手柄を横取りしようとする。
  - 相田(武野功雄)…城西署刑事。上岡の同僚。
- 第12話
  - 滝口みのる(頭師孝雄)…被害者男児の父。滝口商事専務(副社長待遇。)6年前は課長だったが、滝口家の婿養子となったため、現職に。
  - 滝口節子(竹井みどり)…みのるの妻。しかし、夫とは上手く行っていない。その理由は、息子の出生に秘密がある様子。
  - 川上純子(神保美喜)…銀座のCLUB「JUN」に勤める。みのるの愛人で、彼との子を身ごもった様子。
  - 滝口徳蔵(安部徹)…節子の父で、滝口商事社長。高級ブランド品の輸入・販売を手広くやる会社を一代で築き上げた。
- 第13話
  - 中村隆一(段田安則)…被害現場近くのマンションに住む大学生。大学で仏像を研究している。望遠鏡越しに事件を目撃し、通報者となる。しかし、被害者女性・典子との関係を隠しているらしく、そのため疑いを向けられる。住むマンションは、父親が名古屋で弁護士をしていて、東京での仕事用で使う場所でもある。
  - 吉田典子(桑田和美)…被害者女性。20歳。洋服のデザイナー志望で、専門学校に通っていた。「オーロラハイツ」というアパートに住む。捜査で調べるうちに、人には言えないバイトをしていた事が判明する。
  - 秋元ごろう(竹村健)…32歳。表の顔は、渋谷の不動産会社のサラリーマン。しかし、裏の顔は人には言えない仕事を…。
  - 後藤(草見潤平)…「真誠興行」の幹部。自分の縄張りを秋元に荒らされ、イライラする。
- 第14話
  - 阿部誠(多田優次)…元ボクサー。東洋ライト級3位までランクを上げたが、金銭がらみのトラブルにより、クビに。不審そうな姿を、事件現場付近で発見し、追跡して来た矢島を殴ってしまう。
  - 美智子(菅野玲子)…阿部の生活を支える女性。
  - 磯部みつぐ(高品剛)…32歳。郊外の大地主の息子。昔、阿部の後援会副会長をしていた。
- 第15話
  - 中尾真弓(橘ゆかり)…元・みやさか署の警官。榎本の友人。以前、六本木署に勤務していた。結婚を期に警官を退職した。
  - 吉井かずや(下塚誠)…恐喝と窃盗で5日前まで刑務所にいた男。軽井沢近くの高校生だった妹のみち子が昨年秋、中尾に補導されたことがきっかけで自殺。中尾を逆恨みする。
- 第16話
  - 中西理沙(蜷川有紀)…中西の妻。夫に秘密を隠したまま結婚した事、夫が激務な事から、心にすきま風が通りつつある。
  - 辻本（遠藤征慈）…理沙が万引きを働いたブティックの店長。寛大な配慮をした、実は…・。
- 第17話
  - たちばな秋夫（斉藤彰）…「けいせい大医学部の大学3年生」と言うも、実はフレンド自動車という自動車修理工場で働いている。晴海に本当のことを言えず、苦悩する。
  - 晴美（浅野愛子）…「田園調布に豪邸に住む大学2年生」と名乗るも、豪邸の家政婦を母に持つ、女性である。中目黒の中華料理屋で働いている。「上杉晴美」とも「上杉亜紀子」とも名乗るが、それは偽名である。
  - 桜庭卓二（青島健介）…逮捕歴3回の前科を持つ男。事件の容疑がかかっている。「神奈川県生まれ、慎重181cm、血液型O型(劇中の資料データによる)」。
- 第18話
  - 小谷誠一（中島久之）…東丸銀行の赤坂支店長代理。田中の高校時代からの親友、36歳。田中が警官になるきっかけを作った人物。
  - 都子（春風ひとみ）…誠一の元妻。田中も良く知っている人物。多摩印刷に勤める。
  - 園井妙子（中島ゆたか）…変死事件の被害者である不動産会社社長で、自社ビルオーナー。34歳。夫と死別し、体を張ったビジネスで名前を売っていた。矢島が詐欺事件で内偵中だった。
- 第19話
  - 秋元勇（佐藤仁哉）…暴走族あがりのチンピラ。5年前に、身に覚えの無い宝石店強盗殺人で逮捕され、刑務所に懲役刑を受け、収監された。
  - 時田（深見亮介）…5年前に池袋で宝石店強盗殺人を行ったコンビの一人。質屋強盗を行い、矢島に出くわし、逃亡途中に事故にあう。矢島から輸血提供を受け恩義を感じ、宝石店強盗殺人の真相を矢島に話す。
  - 小田京子（芦川よしみ）…5年前の秋元の交際相手。現在は別の男性(銀行頭取の息子)と結婚している。事件当時秋元と会っているはずだが、裁判のときに秋元のアリバイを否定する…
  - 早瀬和彦（佐原健二）…城北署警視。矢島が城北署でヒラ刑事をしていたときの先輩(当時は、捜査一係長)。5年前の当該事件の捜査主任。離婚して妻に引き取られた一人娘が、ひとりの暴走族あがりのチンピラの男に捨てられて飛び降り自殺してしまう。その男は…。
  - 園部公一（石山雄大）…城北署の捜査第一係長。城北署時代の矢島を知る人物。
- 第20話
  - 笠原ケン（我那覇文章）…沖縄県鳩間島出身。ディスコ「99」の元店員。99のオーナーに帰省の挨拶に出向いたら、そのオーナーは刺されて死亡していた。現場で慌てふためき、血や指紋が付いたまま現場から逃亡してしまい、容疑者として追われる身に…。榎本とは、ディスコで一緒に踊って以来の中である。
  - 米山勇一郎（石田新）…ディスコ「99」副社長。社長・善吉の息子で、「ジュニア」と呼ばれる。ケンを探して、事件に対する事情を聴きたい様だが…。
- 第21話
  - 谷村真理（鹿沼えり）…事件の目撃者である明の母。ラメール出版社で、女性月刊誌の有能な編集長として知られる。夫とは3年前に離婚し、その夫は直後に交通事故死している。明からは「父親を奪った人」として、憎まれている。
  - 和田としや（和崎俊哉）…明が通う小学校の教頭先生。真理とは「先生と保護者」の関係以上の様子。
  - 谷村明（石川秀樹）…事件を目撃した少年。しかし、なぜかその事を話そうとしない。
  - 秋元恵（新堀沙織）…被害者の娘で、中学1年生。被害者である母親とは仲が良くなかった様子。
- 第22話
  - 岩淵とき（三條美紀）…六本木にて長年タバコ屋を経営している。孫娘の由美子と暮らしている。学生時代の篠丸はタバコ屋の常連客だった。
  - 高木（歌澤寅右衛門）…六本木で小さな雑貨店を経営している。ときとは、昔からの知り合い。
  - 岩淵由美子（荒井玉青）…ときの孫娘。被害者男性とは、面識がある様子。
- 第23話
  - 寿真理子(小高恵美)…寿署長の娘。実の父親は寿の同僚だったが、20年前に過激派の爆弾テロ事件にて妻とともに死亡した。その後、身寄りのなくなった、娘の真理子を養女として引き取り、育ててきた。当の真理子は事実を知らぬまま寿を実の父親と思っており、母親の葬儀に出席しなかったりした仕事一筋の「父親」に反発し、家出している。
  - 岸田(重田尚彦)…

## スタッフ
- 企画…白崎英介(テレビ朝日)
- プロデューサー…井圡隆(テレビ朝日)、黒田正司、蒔田光治(東宝)
- 音楽…大野克夫
- 主題歌…「It's All right」中村あゆみ[13]
- 音楽協力…テレビ朝日ミュージック
- 撮影…大石裕久
- 照明…牛來邦彦(第1 - 16、18 - 23話)、諸星輝夫(第17話)
- 録音…大庭弘
- VE…高山秀雄
- 編集…香園編集(第1 - 6話)、香園稔(第7話 - 23話)
- VTR編集…植松保光(第13 - 15、17 - 23話)
- 整音…白井俊彦(第13 - 14話)、井上学(第18 - 23話)
- 記録…宮崎田鶴子(第1 - 4、7 - 8、15 - 16、18 - 19話)、高野伸子(第5 - 6、13 - 14、17話)、藤本君子(第9 - 10話)、吉田純子(第11 - 12話)、熊野熙子(第20 - 21話)、堀ヨシ子(第22 - 23話)
- 選曲…合田豊
- 効果…宮田音響
- 美術…石田良之
- 装飾…宮内春明(第1 - 2、5 - 23話)、田代昭男(第3 - 4話)
- 小道具…田中政一
- スタイリスト…金丸照美
- 技斗…林邦史朗(第2、4、6 - 14、16 - 17、20 - 21話)、車邦秀(第15、18 - 19、22 - 23話)
- カースタント…カースタントTA・KA(第5、7 - 12、14 - 23話)
- スチル…石月美穂(第1 - 14話)、工藤勝彦(第15 - 23話)
- 広報担当…笠原尚義(テレビ朝日)
- 技術協力…ビデオフォーカス
- スタジオ…東宝スタジオ
- 美術協力…東宝映像美術
- 衣装…京都衣裳(現東宝コスチューム)
- 美粧…山田かつら
- 車輌…パール映材
- 監督補…川島義和(第9話)
- 助監督…岩寺秀廣(第1話)、川島義和(第2、5 - 6話)、関良平(第3 - 4、7 - 8、11 - 12、16、18 - 19、22 - 23話)、杉本信明(第9 - 10、13 - 14話)、是沢邦男(第15話)、久保田延廣(第17話)、宮坂清彦(第20 - 21話)
- 制作担当者…大田裕輝(第1話)、八鍬敏正(第2、9 - 10、13 - 14、17、20 - 21話)、小川祥(第3 - 4、8、11 - 12話)、増田英治(第15、18話)
- 制作管理…中尾成雄
- 車輌協力…三菱自動車工業
- 制作協力…第一企画(現アサツー ディ・ケイ)
- 制作…テレビ朝日、東宝

## サウンドトラック
本作品用に作曲された劇伴のうち、以下の楽曲が放送終了後にリリースされたコンピレーション・アルバム「大野克夫 テレビ編〜太陽にほえろ/ザ・刑事」（1996年4月25日、発売元：バップ、VPCD-81139）に収録されている。 
収録曲
- タイトルバック
- 矢島のテーマA
- 田中のテーマ
- 捜査のテーマ
- 矢島のテーマB
- 行動のテーマ
- 榎本のテーマ
- 矢島のテーマC
- 刑事達のテーマ
- 甘いメロディー
- タイトルバック・フルサイズ